# Present (gramàtica)
El present és un temps verbal que s'usa per indicar que l'acció expressada pel verb està tenint lloc en el mateix moment de l'enunciació o bé que així es presenta per als parlants. També apareix per expressar rutines, hàbits, lleis científiques i aquells fets que són veritats o inalterables (per això és freqüent als refranys i dites), en aquest sentit es parla del present com el temps de l'eternitat (temps gnòmic). Per raons expressives, un emissor pot usar el present per referir-se a esdeveniments propers en el temps o bé amb una càrrega de sentit que fan que es revisqui o s'actualitzi, per això es pot emprar el present en records o per apropar fets passats al receptor (present històric). Predomina al text expositiu, pel seu caràcter objectiu i informatiu.